# Petaloconchus glomeratus
Petaloconchus glomeratus là một loài ốc biển, là động vật thân mềm chân bụng sống ở biển trong họ Vermetidae.